# Irina Snopowa
Irina Siergiejewna Snopowa (ros. Ирина Сергеевна Снопова; ur. 7 czerwca 1995 r. w Wołgogradzie) – rosyjska piłkarka ręczna, reprezentantka kraju, zawodniczka Astrachanoczki, występująca na pozycji prawej rozgrywającej. Wcześniej grała również na pozycji obrotowej.

## Sukcesy reprezentacyjne
- Mistrzostwa Europy:
  -  2018
- Mistrzostwa świata U-18:
  -  2012

## Sukcesy klubowe
- Puchar EHF:
  - Półfinał: 2013-2014 (HC Astrachanoczka)
- Mistrzostwa Rosji:
  -  2015-2016 (HC Astrachanoczka)
  -  2016-2017, 2017-2018 (Łada Togliatti)
  -  2014-2015 (HC Astrachanoczka)
- Puchar Rosji:
  -  2015-2016 (HC Astrachanoczka)